# Ложкін Андрій В'ячеславович
Андрій В'ячеславович Ложкін (рос. Андрей Вячеславович Ложкин; 2 січня 1985, м. Кірово-Чепецьк, СРСР) — російський хокеїст, центральний нападник. Виступає за «Аріада-Акпарс» (Волжськ) у Вищій хокейній лізі.
Вихованець хокейної школи «Олімпія» (Кірово-Чепець). Виступав за: «Торпедо» (Нижній Новгород), «Олімпія» (Кірово-Чепець), «Динамо» (Москва), Газпром-ОГУ (Оренбург), «Газовик» (Тюмень), ХК «Рязань».